# Andrias
Andrias là một chi động vật lưỡng cư trong họ Cryptobranchidae, thuộc bộ Caudata. Chi này có 2 loài và 50% bị đe dọa hoặc tuyệt chủng.
Chi này có 3 loài: A. japonicus dài 1,44 m và A. davidianus dài 1,80 m. Loài cuối A. scheuchzeri, là hóa thạch duy nhất được biết dù một số người xem nó và A. davidianus là đồng nghĩa.

## Loài
- Kỳ giông khổng lồ Nhật Bản (Andrias japonicus).
- Kỳ giông khổng lồ Trung Quốc (Andrias davidianus).
- †Andrias scheuchzeri.

## Hình ảnh

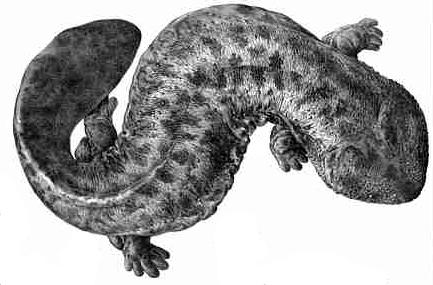
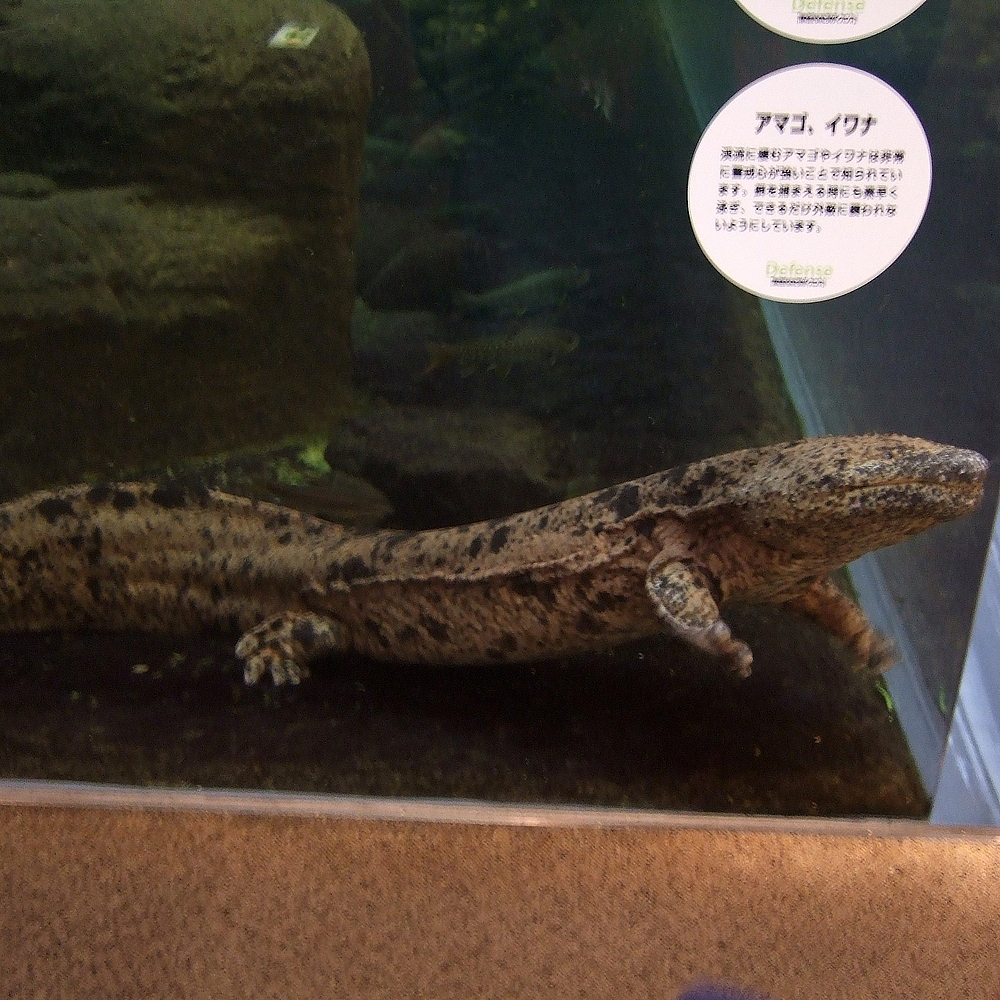